# Corb de mare cu picioare roșii
Corbul de mare cu picioare roșii (Sula sula) este o pasăre de mare din familia Sulidae. Adulții au întotdeauna picioarele roșii, dar culoarea penajului variază.

## Taxonomie
Corbul de mare cu picioare roșii a fost descris oficial de naturalistul suedez Carl Linnaeus în 1766, în cea de-a douăsprezecea ediție a lucrării sale Systema Naturae. El i-a dat numele binomial Pelecanus sula și l-a descris pe baza unui specimen din Barbados. Genul actual Sula a fost introdus de omul de știință francez Mathurin Jacques Brisson în 1760. Cuvântul Sula provine din norvegiană pentru gâscă.
Există trei subspecii:
- S. s. sula (Linnaeus, 1766) – Insulele Caraibe și sud-vestul Atlanticului
- S. s. rubripes (Gould, 1838) – Oceanul Pacific tropical și Oceanul Indian
- S. s. websteri (Rothschild, 1898) – Pacificul central estic

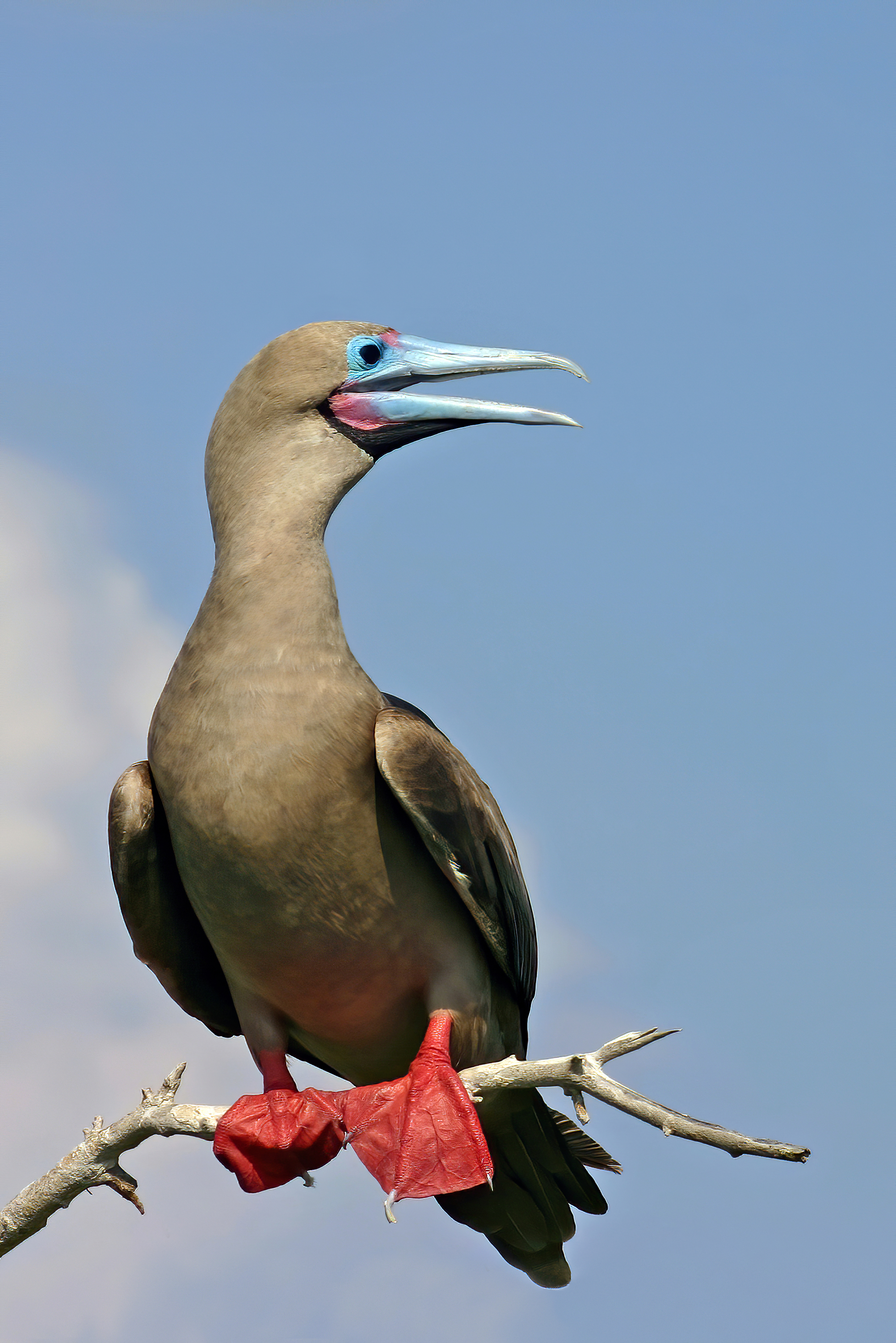
Mascul, penaj maro
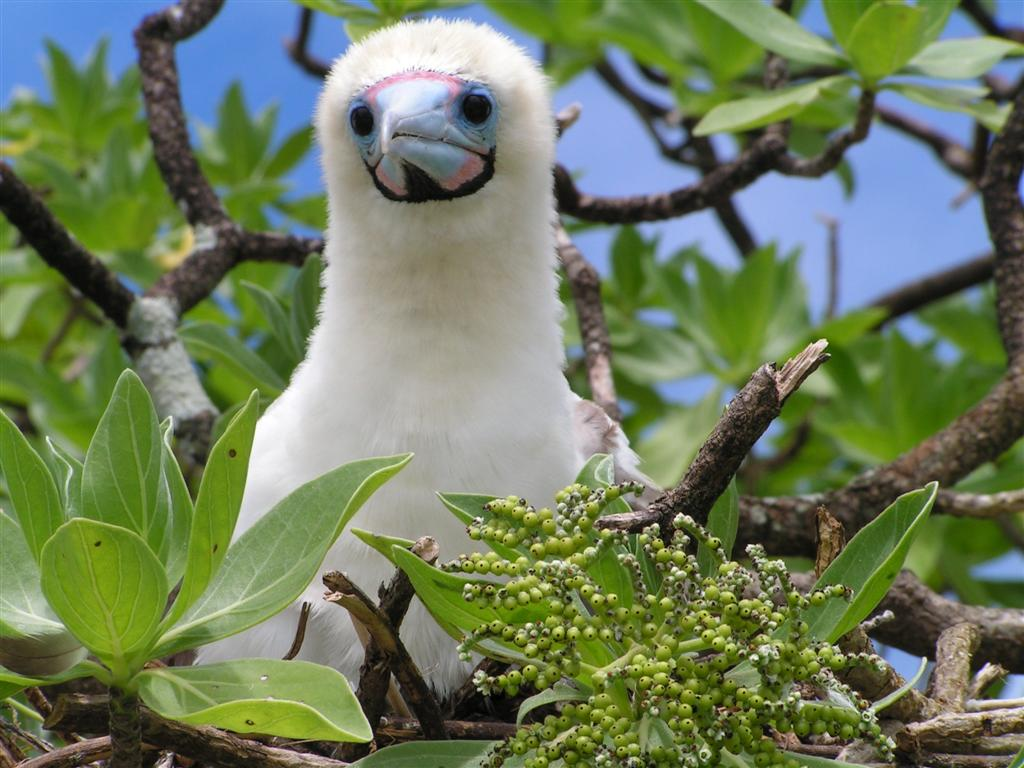
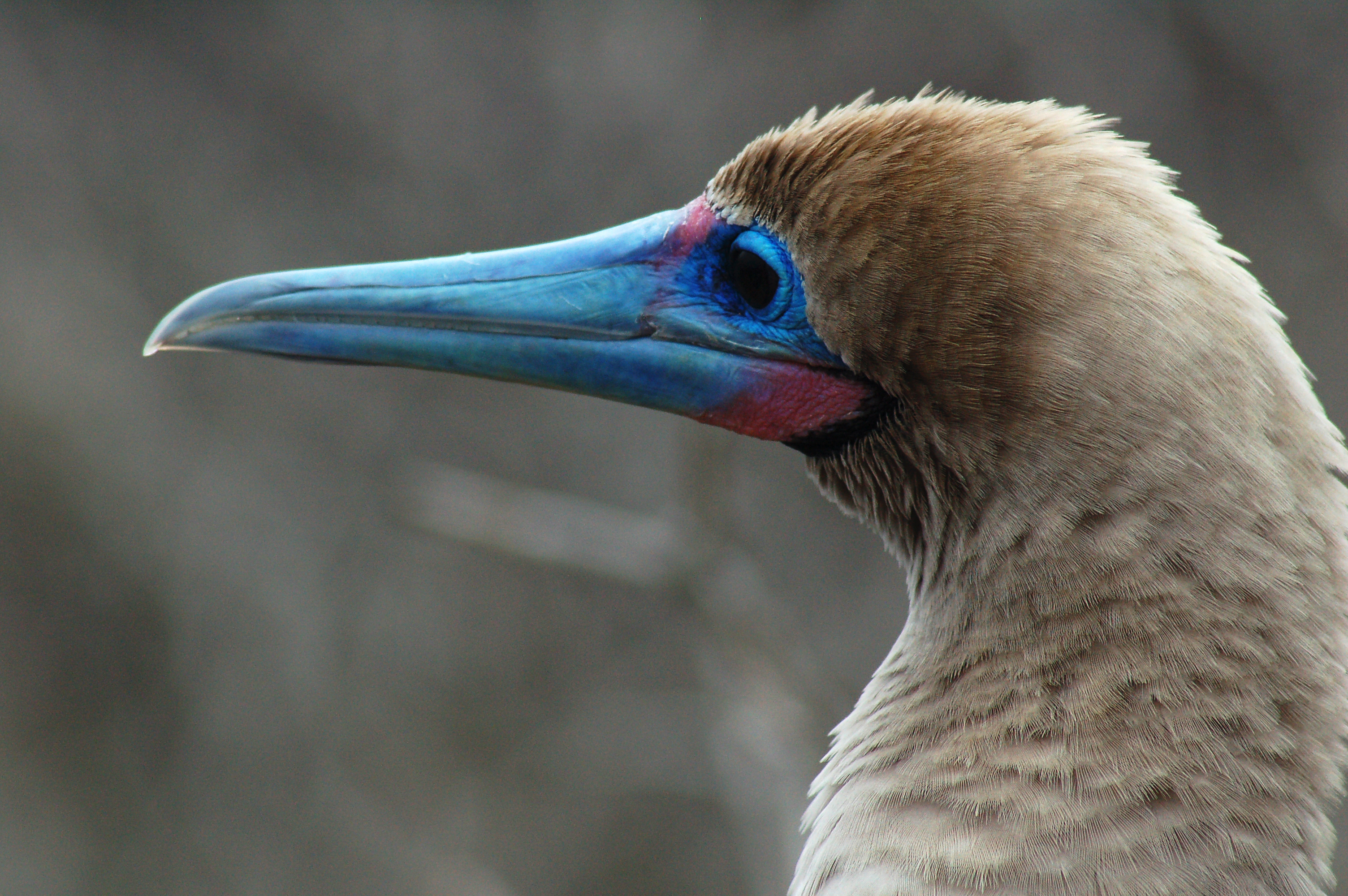